# Margot Käßmann
Ks. bp Margot Käßmann z domu Schulze (ur. 3 czerwca 1958 w Marburgu) – teolog luterańska, była zwierzchniczka Ewangelicko-Luterańskiego Kościoła Krajowego Hanoweru, największej wspólnoty ewangelickiej w Niemczech należącej do Zjednoczonego Ewangelicko-Luterańskiego Kościoła Niemiec oraz Ewangelickiego Kościoła w Niemczech (EKD). 28 października 2009 otrzymując 132 ze 142 głosów bp Käßmann została wybrana na przewodniczącą Rady tego ostatniego. Była pierwszą kobietą sprawującą najwyższy protestancki urząd w RFN.

## Życiorys

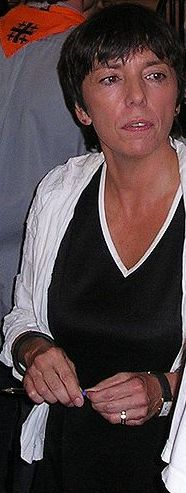
Bp Margot Käßmann podczas Kongresu Kościoła

Bp Käßmann studiowała teologię na uniwersytetach w Tybindze, Edynburgu, Getyndze i w Marburgu. W 1983 odbyła wikariat w Wolfhagen nieopodal Kassel. Ordynowana na duchownego w 1985 rozpoczęła pracę duszpasterską we Frielendorf-Spieskappel. Tam poznała przyszłego męża, także duchownego. Na uniwersytecie w Bochum obroniła pracę doktorską pt. „Ubóstwo i dostatek jako przyczynek do jedności Kościoła”. W 1999 jako pierwsza kobieta została wybrana i konsekrowana na urząd biskupa Kościoła Hanoweru.
W 1983 podczas zgromadzenia plenarnego Światowej Rady Kościołów w Vancouver została najmłodszym członkiem komitetu centralnego Rady. Zrezygnowała z funkcji w 2002 po tym, jak specjalna komisja ds. członkostwa Kościołów prawosławnych w ŚRK zarekomendowała odrzucenia zwrotu „nabożeństwo ekumeniczne” i zastąpienie go zwrotem „międzywyznaniowa modlitwa powszechna”. Pani biskup zasiada w komitecie centralnym Konferencji Kościołów Europejskich.
20 lutego 2010 hanowerski patrol policyjny zatrzymał bp Margot Käßmann, gdy ta służbowym samochodem przejechała przez skrzyżowanie na czerwonym świetle. Badania laboratoryjne wykazały, że we krwi miała 1,54 promila alkoholu. Cztery dni później, mimo votum zaufania ze strony władz EKD, pani biskup złożyła obydwa sprawowane przez siebie urzędy.
Nie chcę patrzeć na mój zniszczony autorytet biskupa Hanoweru i przewodniczącej Rady Ewangelickiego Kościoła w Niemczech. Trzeba go posiadać, aby w wolności stawiać czoła wyzwaniom etycznym i politycznym, a także aby wydawać osąd. Krytyczne słowa, jak te z kazania, w którym stwierdziłam, że „w Afganistanie nic nie idzie dobrze” mogą być wypowiedziane jedynie przez człowieka, którego autorytet nie ma granic – stwierdziła w oświadczeniu prasowym.

## Poglądy
Zdaniem byłej zwierzchniczki hanowerskiego Kościoła w naukach przedkonfirmacyjnych zbyt mało mówi się o Biblii, a zbyt dużo o tematach współczesnych, jak sekty czy narkotyki. Margot Käßmann kładzie szczególny nacisk na rolę modlitwy w życiu dzieci i dorosłych chrześcijan. Publicznie nawoływała do delegalizacji Narodowo-Demokratycznej Partii Niemiec. Znana jest z ostrej krytyki Watykanu w sprawie nauczania Kościoła rzymskokatolickiego nt. homoseksualizmu, AIDS, święcenia kobiet i celibatu.

## Życie prywatne
Rodzina bp Käßmann pochodzi z Koszalina, po zakończeniu II wojny światowej opuściła Polskę. Biskup ma cztery córki. W 2006 przeszła operację usunięcia guza piersi. Rok później, jako pierwszy niemiecki biskup, złożyła pozew o rozwód. Jej decyzja spotkała się ze zrozumieniem senatu Kościoła, który upoważnił ją do dalszego sprawowania urzędu biskupa.